# Scottish County Football League
Ne doit pas être confondu avec Inter County Football League.
La Scottish County Football League (ou simplement Scottish County League) est une ancienne compétition de football en Écosse. Elle connut seulement trois éditions, de 1899 à 1902. Il s'agissait d'une compétition qui venait en complément du championnat d'Écosse organisé par la Scottish Football League, dans le but d'augmenter le nombre de matches disputés et ainsi les recettes de billetterie. Peu de détails nous sont parvenus sur cette compétition.

## Membres
Les membres ne sont connus avec précision que pour la première édition (1899-1900). Pour les deux autres éditions, seules des informations incomplètes nous sont parvenues. La liste suivante présente les membres de la première édition.
- Abercorn (membre jusqu'en 1902)
- Ayr (participation connue avec certitude aussi pour l'édition 1901-1902)
- East Stirlingshire
- Hamilton Academical
- Motherwell
- Raith Rovers (membre jusqu'en 1902)

## Champions
- 1899-1900 : non connu
- 1900-1901 : non connu
- 1901-1902 : titre partagé entre Abercorn et Ayr